# Lena Ackebo
Lena Ackebo (ur. 17 lipca 1950 w Luleå) – szwedzka pisarka, autorka komiksów, scenarzystka, rysowniczka.

## Biografia

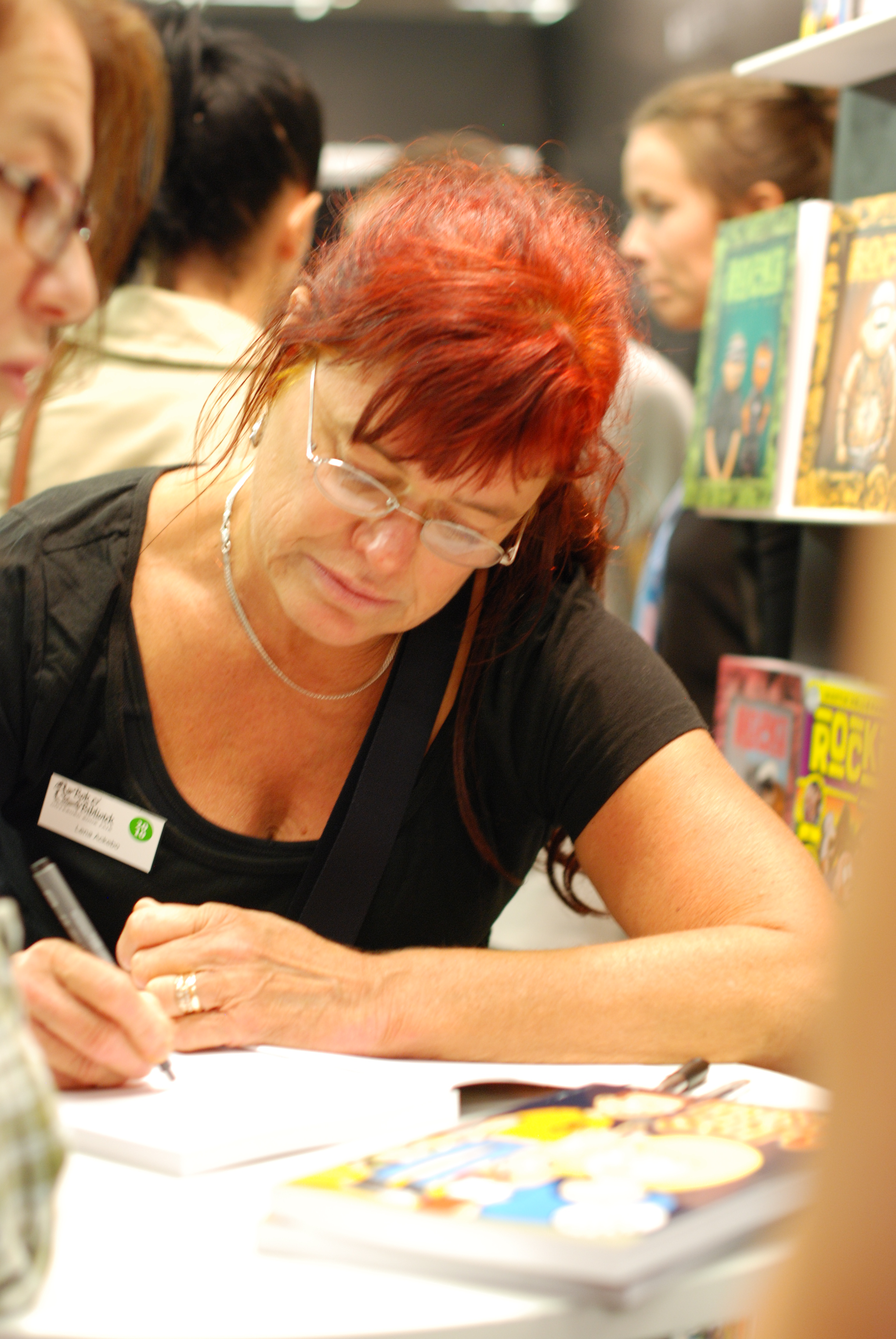
Lena Ackebo, 2010

Lena Ackebo urodziła się w 1950 r. w Luleå. Studiowała język angielski i ekonomię na Uniwersytecie w Uppsali oraz sztukę na Nyckelviksskolan w Lidingö.
Ackebo zadebiutowała w 1984 r. w satyrycznym magazynie Galago, gdzie również była redaktorką. Wydała dziesięć komiksów, w których w sposób krytyczny nawiązywała do różnych zjawisk społecznych. Pisała także scenariusze dla SVT. W 2016 r. zadebiutowała powieścią Världens vackraste man. Była wielokrotnie nagradzana za twórczość wizualną i pisarską.

## Wybrana twórczość

### Komiksy
- Lycra neon, 1987
- Amen härregud, 1992
- Alla kan tralla, 1995
- Hallå där, 1999
- Stor stark, 2000
- Rysk räka, 2002
- Brynebrinks, 2006
- Gud va hemskt!, 2009
- Fucking Sofo, 2010
- Vi ses i Sofo, 2012

### Powieści
- Världens vackraste man, 2016
- Kära Barbro, 2017
- Darling Mona, 2018